# 圣梅尔莱苏西讷
圣梅尔莱苏西讷（法語：Saint-Merd-les-Oussines，法語發音：[sɛ̃ mɛʁ le.z‿usin]）是法国科雷兹省的一个市镇，属于于塞勒区。

## 地理
圣梅尔莱苏西讷（45°37'57"N, 2°2'24"E）面积42.46 平方千米，位于法国新阿基坦大区科雷兹省，该省份为法国中南部省份，北起上维埃纳省和克勒兹省，西接多爾多涅省，南至洛特省，东临多姆山省和康塔爾省。
与圣梅尔莱苏西讷接壤的市镇（或旧市镇、城区）包括：比雅、沙瓦纳克、梅马克、米勒瓦什、韦泽尔河畔佩罗勒、佩尔勒瓦德、塔尔纳克。

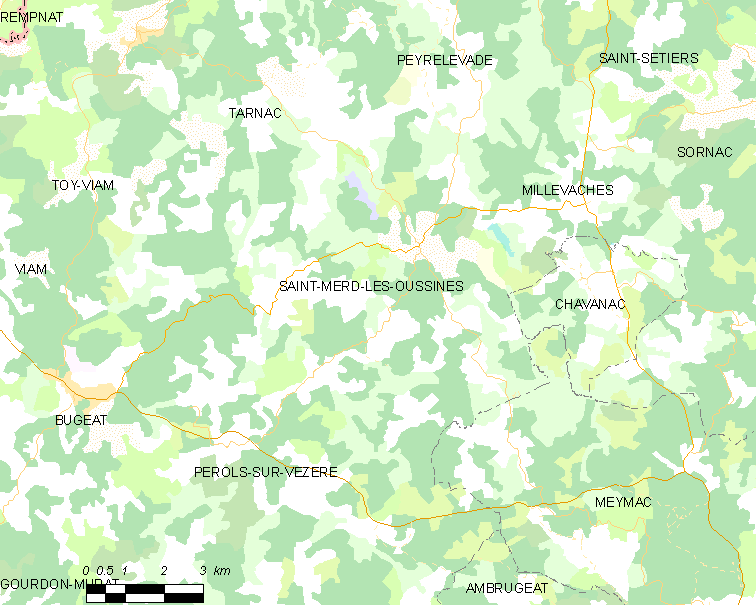
圣梅尔莱苏西讷的OSM定位图

圣梅尔莱苏西讷的时区为UTC+01:00、UTC+02:00（夏令时）。

## 行政
圣梅尔莱苏西讷的邮政编码为19170，INSEE市镇编码为19226。

## 政治
圣梅尔莱苏西讷所属的省级选区为米勒瓦什高原县。

## 人口

1962-2008年间圣梅尔莱苏西讷人口变化图示

圣梅尔莱苏西讷于2022年1月1日时的人口数量为109人。